# King-Halbinsel
Die King-Halbinsel ist eine 160 km lange, 30 km breite und vereiste Halbinsel an der Grenze zwischen Walgreen- und Eights-Küste des ostantarktischen Ellsworthlands. Sie liegt südlich der Thurston-Insel und trennt das Abbot-Schelfeis im Peacock-Sund vom Cosgrove-Schelfeis in der Ferrero Bay.
Sie wurde auf Luftaufnahmen der Operation Highjump (1946–1947) als lange Insel oder mögliche Halbinsel identifiziert. Die eindeutige Zuordnung als Halbinsel erfolgte mittels Luftaufnahmen der United States Navy aus dem Jahr 1966. Das Advisory Committee on Antarctic Names benannte sie 1960 nach Flottenadmiral Ernest Joseph King (1878–1956), Chief of Naval Operations zwischen 1942 und 1945, der an den Vorbereitungsarbeiten zur Operation Highjump beteiligt war.